# Eugène Lami
Pour les articles homonymes, voir Lami.
Eugène Louis Lami est un peintre, aquarelliste, illustrateur, lithographe, costumier et décorateur français né à Paris le 12 janvier 1800 et mort à Paris le 19 décembre 1890 . Peintre de la vie élégante à Paris sous la monarchie de Juillet et le Second Empire, il est également peintre d'histoire et illustrateur de livres comme Gil Blas ou Manon Lescaut.

## Biographie

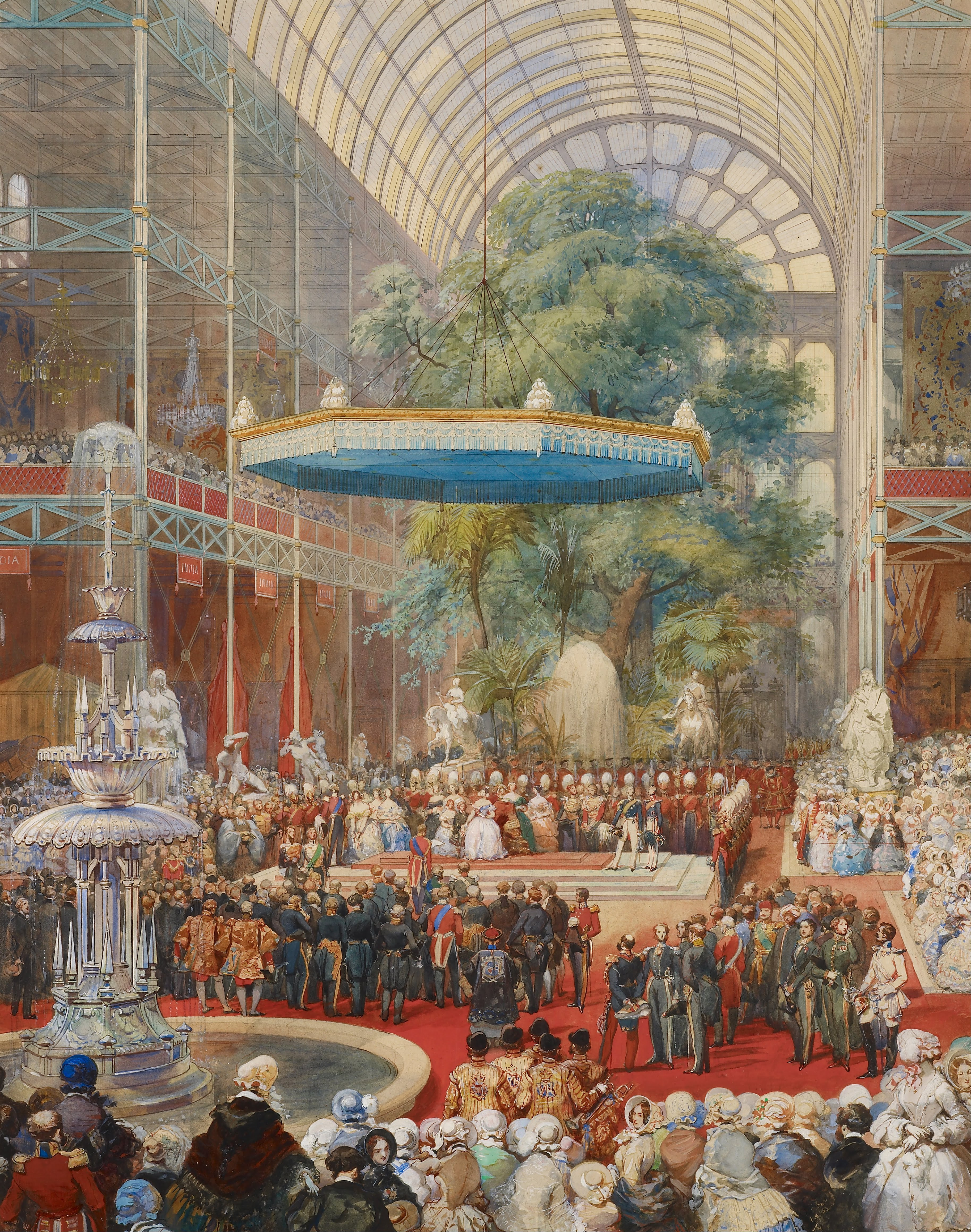
Inauguration de la Great Exhibition, 1 mai 1851 (Royal Collection, 1851).

Eugène Lami étudia d'abord la peinture avec Horace Vernet qui, en 1817, l'envoya poursuivre sa formation auprès du baron Gros à l'École des beaux-arts où il fit la connaissance de Théodore Géricault et apprit l'aquarelle du peintre romantique anglais Richard Parkes Bonington.
Une grande part des premières œuvres de Lami furent des lithographies, support qui commençait alors à être exploité commercialement. Entre 1819 et 1821, il produisit de nombreuses lithographies sur la cavalerie espagnole, ainsi que d'importantes séries concernant les uniformes de l'armée française. Ses représentations de sujets militaires appelèrent sur lui l'attention de la famille royale. Louis-Philippe lui commanda de nombreux tableaux à sujets militaires pour le musée de l'histoire du France qu'il avait créé au château de Versailles.
Eugène Lami s'orienta alors vers des scènes de genre, peignant la vie élégante de la cour et de la bourgeoisie. Il se tourna vers l'aquarelle, qui devait devenir sa technique de prédilection pour le reste de sa vie. 
Entre 1830 et 1835, il réalise des costumes pour les ballets créés à l'Opéra de Paris par Jean-Pierre Aumer (
Manon Lescaut), Jean Coralli (L'Orgie), Louis Henry (L'Ile des pirates) et Filippo Taglioni. Le costume qu'il aurait réalisé pour La Sylphide dansée par la fille de ce dernier lui vaut d'être considéré comme l'inventeur du tutu.
En 1844, Henri d'Orléans, duc d'Aumale, fait appel à lui pour l'aménagement de ses appartements privés au château de Chantilly. Le duc d'Orléans fait de même pour ses appartements aux Tuileries.
Il fut également chargé par le baron James de Rothschild de la décoration du château de Ferrières, achevé en 1859 et du château Rothschild à Boulogne-Billancourt, achevé en 1861.
Sa Vue intérieure d'un salon de l'hôtel d'Adolphe de Rothschild à Paris (aquarelle gouachée, 1876) s'est vendue  67 500 euros lors d'une vente aux enchères publiques à Paris le 10 novembre 2017 (reprod. dans La Gazette Drouot du 24 novembre 2017, pp 188 et 189). La demeure du 45-49 rue de Monceau, édifiée pour Eugène Pereire, fut acquise en 1868, agrandie deux ans plus tard, puis engloba l'hôtel mitoyen et transformé par l'architecte Félix Langeais.
Sur le tard, il s'intéressa de plus en plus aux scènes d'histoire. À soixante-dix-neuf ans, il cofonda la Société d'aquarellistes français. Il continua à peindre jusqu'à sa mort, à l'âge de quatre-vingt-dix ans. Il mourut le 19 décembre 1890 et fut inhumé au cimetière du Père-Lachaise (11e division).

## Œuvres
(liste non exhaustive)

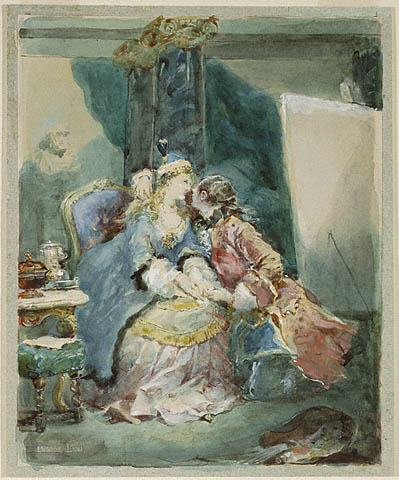
Couple s'embrassant dans un atelier d'artistes.

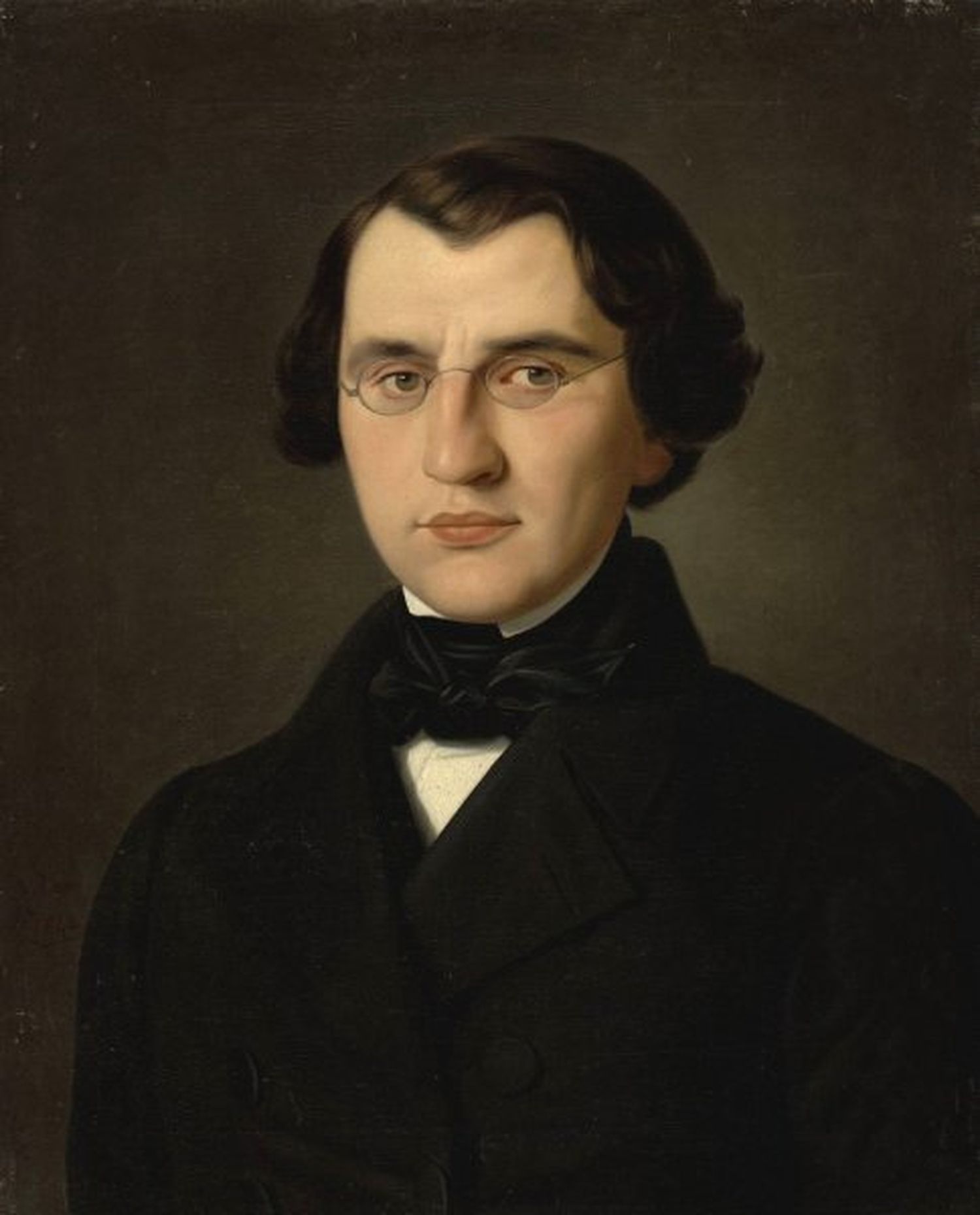
Portrait de Tourgueniev (1844).

- Charles Ier recevant une rose des mains d'une jeune fille, au moment où il est conduit prisonnier au château de Carisbrook, pour être bientôt condamné et exécuté, 1829, 89 × 115 cm, Paris, Musée du Louvre (Reproduction sur Wikimedia Commons) (exposé au Salon Parisien de 1831)
- Entrée de la duchesse d'Orléans dans le Jardin des Tuileries, vers 1840, hst., 97 × 60 cm, Paris, Musée du Louvre (Reproduction sur la base insecula)
- Arrivée de la reine Victoria au château d'Eu, 2 septembre 1843, 1844, hst., 84 × 141 cm, Versailles, Château de Versailles (Reproduction sur la base Joconde)
- L'Entente cordiale, Réception en l'honneur de la reine Victoria, dans le salon de famille au château d'Eu, 1843[4]
- Revue de la Garde nationale, attentat de Fieschi, (1835) 1846[4]
- Bal au Palais de Buckingham, 5 juillet 1848, 1848, aquarelle, Londres, The Royal Collection (Reproduction sur le site de The Royal Collection)
- Le Bal Stuart au Palais de Buckingham, 13 juin 1851, 1851, aquarelle, Londres, The Royal Collection (Reproduction sur le site de The Royal Collection)
- Arrivée de la reine Victoria et du duc de Wellington au palais de Saint-James, vers 1851, aquarelle, 14,8 cm × 19 cm, Londres, Courtauld Institute of Art Gallery (reproduction sur le site www.artandarchitecture.org.uk)
- Souper à Versailles en l'honneur de la reine d'Angleterre, le 25 août 1855, 1855[4]
- Les grandes Eaux illuminées au bassin de Neptune en l'honneur du Roi d'Espagne, le 21 août 1864, 1864[4]
- Henri IV à la bataille d'Arques, 1873, 35 cm × 43 cm, Pau, Musée national du château (Reproduction sur la base Joconde)
- Couple s'embrassant dans un atelier d'artistes, 1881, aquarelle, Malibu, John Paul Getty Museum (reproduction sur le site du John Paul Getty Museum)
- L'Assassinat d'Henri IV, huile sur papier, 23,2 cm × 34,1 cm, Londres, Courtauld Institute of Art Gallery (reproduction sur le site www.artandarchitecture.org.uk)
- Intérieur d'une galerie, aquarelle, 40,7 cm × 57,3 cm, Londres, Courtauld Institute of Art Gallery (reproduction sur le site www.artandarchitecture.org.uk)
- Scène de carnaval : dans une calèche divers personnages costumés[4]
- Alfred de Musset, La Confession d'un enfant du siècle[5]
- Réception d'une délégation égyptienne aux Tuileries, crayon, 19 x 24 cm, Gray (Haute-Saône), musée Baron-Martin
- Réception de Napoléon III Place Bellecour à Lyon en 1860, crayon, 14 22 cm, Gray (Haute-Saône), musée Baron-Martin
- Une soirée chez le duc d'Orléans, 1843, aquarelle et gouache, 35 x 57.2 cm, musée du Louvre.